# Сартелл (город, Миннесота)
Сартелл (англ. Sartell) — город  в округах Стернс,Бентон, штат Миннесота, США. На площади 15,9 км² (15,3 км² — суша, 0,6 км² — вода), согласно переписи 2000 года, проживают 9641 человек. Плотность населения составляет 630,9 чел./км².
- Телефонный код города — 320
- Почтовый индекс — 56377
- FIPS-код города — 27-58612[1]
- GNIS-идентификатор — 0651225[2]